# Требељовце
Требељовце (слч. Trebeľovce) насељено је мјесто са административним статусом сеоске општине (слч. obec) у округу Лучењец, у Банскобистричком крају, Словачка Република.

## Становништво
| Година:    | 1994. | 2004.   | 2014.   | 2024.    |
| ---------- | ----- | ------- | ------- | -------- |
| Број људи: | 963   | 976     | 949     | 840      |
| Разлика:   |       | +1,34 % | -2,76 % | -11,48 % |

| Година:    | 2023. | 2024.   |
| ---------- | ----- | ------- |
| Број људи: | 847   | 840     |
| Разлика:   |       | -0,82 % |

Према подацима о броју становника из 2011. године насеље је имало 940 становника.